# Aphnaeus himalayanus
Aphnaeus himalayanus är en fjärilsart som beskrevs av Moore 1884. Aphnaeus himalayanus ingår i släktet Aphnaeus och familjen juvelvingar. Inga underarter finns listade i Catalogue of Life.